# Тьорнін
Тьорнін (ісл. Tjörnin) - озеро в центрі Рейк'явіка, столиці Ісландії.                                     

## Назва
Слово Tjörnin означає у перекладі з ісландської «став» або «озеро».
На озеро прилітають безліч видів водоплавних птахів, включаючи крячка полярного, гагу, сіру качку, сірого гусака, крижня та морську чернь  . Годування птахів на озері є популярним проведенням часу мешканців міста.

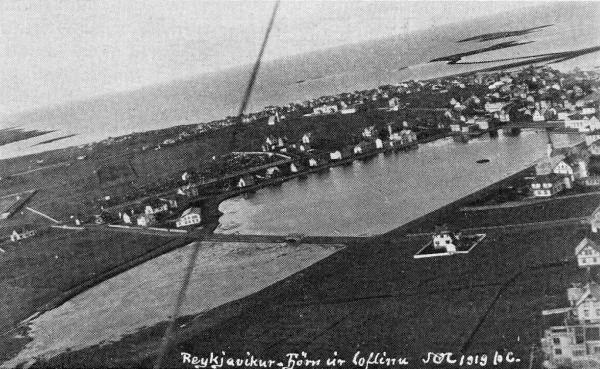
Озеро у 1919